# Elive
Elive est une distribution de GNU/Linux basée sur Debian. Sa particularité est de fonctionner avec l'environnement de bureau Enlightenment au lieu des classiques GNOME ou KDE, ce qui en fait un système rapide, simple, mais néanmoins puissant.
Par rapport à un classique système Debian où on aurait installé Enlightenment, Elive se démarque par l'ajout et la modification de 280 paquets environ.
Cette distribution peut être utilisée comme un LiveCD, mais il est recommandé de l'installer sur le disque dur.
L'équipe de développement de Enlightenment n'est pas à l'origine du projet Elive mais elle le soutient.
Avant la version 0.5, Elive était construite à partir de Morphix. La version actuelle utilise le framework de Dsslive.

## Historique des versions
| Version      | Date              | Commentaires |
| ------------ | ----------------- | --- |
| 0.1          | 24 janvier 2005   | Stable |
| 0.3          | 2 septembre 2005  | Stable |
| 0.4 Pre      | 9 février 2006    | Développement |
| 0.4          | 18 février 2006   | Stable |
| 0.4.2        | 4 mars 2006       | Stable |
| 0.5-beta     | 2 juin 2006       | Développement |
| 0.5-beta-3.1 | 8 août 2006       | Développement |
| 0.5-beta-3.4 | 30 août 2006      | Développement |
| 0.5          | 22 septembre 2006 | Stable |
| 0.5.1        | 12 octobre 2006   | Développement |
| 0.5.2        | 5 novembre 2006   | Développement |
| 0.5.3        | 23 novembre 2006  | Développement |
| 0.5.5        | 11 décembre 2006  | Développement |
| 0.6          | 25 janvier 2006   | Développement |
| 0.6.1        | 6 janvier 2007    | Développement |
| 0.6.2        | 10 février 2007   | Développement |
| 0.6.3        | 14 février 2007   | Développement |
| 0.6.4        | 25 février 2007   | Développement |
| 0.6.5        | 8 mars 2007       | Développement |
| 0.6.6        | 24 mars 2007      | Développement |
| 0.6.7        | 19 avril 2007     | Développement |
| 0.6.8        | 2 mai 2007        | Développement |
| 0.6.9        | 18 mai 2007       | Développement |
| 1.0          | 5 juillet 2007    | Stable |
| 1.0.2        | 27 novembre 2007  | Développement |
| 1.0.2        | 27 novembre 2007  | Développement |
| ???          |                   | (historique discontinu)                                                                                                  |
| 1.2.3        | 13 décembre 2007  | Développement, Kernel 2.6.23.9                                                                                           |
| 1.5          | 18 janvier 2008   | Développement, Changements conséquents                                                                                   |
| 1.6          | 2 mars 2008       | Développement, Icedove 2.0, Eltrans, Première compatibilité EeePC, Prompt amélioré (SSH)                                 |
| 1.7          | 17 avril 2008     | Développement, Installeur caduc (trop de changements), Suspenssion/Hibernation, Gksu remplacé par ESU                    |
| 1.8          | 4 mai 2008        | Développement, Menus améliorés, e17 mis à jour, trayer, Nouveau terminal, vim                                            |
| 1.7.5        | 25 mai 2008       | Développement, Kernel 2.6.24.7                                                                                           |
| 1.7.7        | 9 juin 2008       | Développement, Changement importants Xorg                                                                                |
| 1.7.10       | 10 juillet 2008   | Développement, Mise à jour de Macromedia Flash, Corrections Xorg, Gadjets e17, Meilleure compatibilité matérielle        |
| 1.8.2        | 8 août 2008       | Développement, Installeur complètement réécrit, Firefox 3, Support des applications graphiques Qt/KDE                    |
| 1.8.4        | 21 août 2008      | Développement, Correction de bugs                                                                                        |
| 1.8.8        | 11 septembre 2008 | Développement, Kernel 2.6.25.16, e17 mis à jour                                                                          |
| 1.9.02       | 21 septembre 2008 | Développement, alignement sur Debian stable, Correction de bugs                                                          |
| 1.9.10       | 17 octobre 2008   | Développement, Suppression du gestionnaire de réseau Exalt, Remplacement de Ibar par Itask-ng, Améliorations pour Thunar |
| 1.9.56       | 19 décembre 2009  | Développement |
| 2.0 RC2      | 1er février 2010  | Développement |
| 2.0          | 4 mars 2010       | Stable |
| 3.0          | 10 septembre 2018 | Stable |
| 3.8.x        | 2020 à 2021       | Développement. Bouger à Debian Buster et E16.                                                                            |